# Bartolomé Muñoz
Bartolomé Muñoz Calvet (Santa Coloma de Gramanet, Barcelona, 15 de junio de 1957 ) es un político español exalcalde de su localidad natal. Compatibilizó este cargo con el de vicepresidente primero de la Diputación Provincial de Barcelona desde 2004. Se encuentra actualmente en la cárcel de Quatre Camins (Barcelona) para cumplir la condena de cinco años y ocho meses de prisión impuesta por la Audiencia Nacional en la trama de corrupción Pretoria.

## Carrera política
Bartolomé Muñoz es hijo del último alcalde franquista de Santa Coloma. Sin embargo, Bartolomé Muñoz se decantó por la oposición al franquismo durante los últimos años de la dictadura. Fue militante activo de la federación catalana del PSOE desde 1974, siendo detenido en 1976 por su activismo político. En 1981 accede al cargo de Primer Secretario de la Federación V (Barcelonés Nord) del PSC, cargo que desempeña hasta la actualidad. También es miembro del Consejo Nacional del PSOE. Ha sido miembro de la comisión de control financiero del PSOE desde 1988 hasta 2008 y desde esta fecha es miembro de la Comisión Ejecutiva Federal de este partido. Es hijo del Blas Muñoz que también fue alcalde de la ciudad entre 1975 y 1979.

## Ayuntamiento de Santa Coloma de Gramanet
Siempre en las listas socialistas, Bartolomé Muñoz Calvet ha trabajado como concejal del Ayuntamiento de Santa Coloma de Gramanet desde 1983 (2ª legislatura de ayuntamientos democráticos) hasta 2002, cuando accede al cargo de alcalde, en sustitución de Manuela de Madre, tras la renuncia de ésta por motivos de salud. En las elecciones municipales de 2003 se presenta como cabeza de lista en Santa Coloma por el PSC, consiguiendo 16 concejales de los 27 que componen el pleno municipal. A pesar de la mayoría absoluta, la voluntad pactista supuso la creación de una amplia coalición de gobierno que incluyó además del Partit dels Socialistas (PSC), a Izquierda Unida y Alternativa (ICV-EUiA) y Convergencia y Unión (CiU). En las últimas elecciones municipales celebradas en mayo de 2007, Muñoz vuelve a repetir como candidato a la alcaldía, mejorando en un concejal los resultados pasados. Así, se mantuvo en la alcaldía de Santa Coloma con 17 concejales, gobernando en solitario tras la salida por voluntad propia de ICV-EUiA (4 concejales) y de CiU (2) del gobierno. El Partido Popular de Cataluña (PPC) también se encontraba en la oposición, con 4 concejales. El 17 de noviembre de 2009 el Ayuntamiento de Santa Coloma informó de la renuncia a todos sus cargos.

## Diputación de Barcelona
Bartolomé Muñoz compaginó su actividad política en el ayuntamiento de Santa Coloma de Gramanet con sus responsabilidades en la Diputación de Barcelona. Fue elegido por primera vez diputado provincial en 1983. En 1988 es nombrado diputado adjunto del área de Cooperación, bajo la presidencia de Manuel Royes. El 3 de mayo de 2004, bajo la presidencia de Celestino Corbacho, fue designado vicepresidente primero de la Diputación de Barcelona, cargo al que también renunció por su imputación en el caso Pretoria, bajo la presencia del también colomense Antonio P. Fogué.

## Malversación de fondos
Por orden del ( cesado por sentencia del Tribunal Supremo) exjuez Baltasar Garzón, el 27 de octubre de 2009 es detenido por la Guardia Civil junto al concejal de urbanismo por presuntas adjudicaciones amañanadas, cohecho, cobro ilegal de comisiones y blanqueo de capital (operación Pretoria). El pasado 23 de diciembre de 2009 salió de la cárcel Brians 2 después de pagar la fianza de 500.000 euros que el exjuez Baltasar Garzón había fijado. La fianza fue sufragada gracias a las aportaciones reunidas en una cuenta corriente abierta para ese efecto. Actualmente visto que las imputaciones han ido perdiendo fuerza la fianza se redujo a 50.000 euros.[cita requerida]

## Bartomeu Muñoz ingresará en prisión
El exalcalde de Santa Coloma Bartomeu Muñoz ingresará en prisión por el caso Pretoria
La Audiencia Nacional pidió la ejecución de la sentencia, confirmada por el Tribunal Supremo en diciembre del año pasado.
La Audiencia Nacional requiere el ingreso en prisión del exalcalde de Santa Coloma Bartomeu Muñoz. Según ha avanzado el medio local El Espejo y han confirmado a la ACN fuentes jurídicas, el tribunal pidió la ejecución de la sentencia confirmada por el Tribunal Supremo en diciembre del año pasado que lo condena a cinco años y nueve meses de prisión por caso Pretoria. La sentencia inicial es de 2018. 